# 트레머
트레머(Tremor)는 Xiph.Org 재단이 개발한 고정 소수점 방식의 Vorbis 디코더이다. 따라서 부동소수점 연산 기능이 없는 플랫폼에서도 사용 가능하다.
보비스 오디오 포맷을 복호화하는 소프트웨어 라이브러리이다. 새로운 BSD 허가서 조건으로 공개된 무료 소프트웨어이다. 트레머는 고정소수점과 가변 소수점 산술 수리 표현 모두 사용하기 때문에 보통 고정 소수점을 가지지 않는 작은 임베디드 기기들에 사용될 수 있다. 그러므로 트레머는 작은 임베디드 기기들이 보비스 포맷으로 저장된 오디오 파일을 재생할 수 있도록 해준다. 